# Simone Ravanelli
Pour les articles homonymes, voir Ravanelli.
Simone Ravanelli, né le 4 juillet 1995 à Almenno San Salvatore, est un coureur cycliste italien.

## Biographie
Simone Ravanelli commence le cyclisme à l'âge de 8 ans (G2),.
En octobre 2022, il participe au Tour de Lombardie, où il est membre de l'échappée du jour.

## Palmarès
- 2016
  - 2e du Tour de Bulgarie
  - 3e du Grand Prix Kranj
- 2018
  - Trophée Matteotti amateurs
  - Trofeo Alcide Degasperi
  - Giro del Valdarno
  - Coppa Collecchio
  - 2e du Giro del Medio Brenta
  - 3e du Trofeo Comune di Monte Urano
  - 3e du Trophée de la ville de Brescia
- 2019
  - Tour de Vénétie :
    - Classement général
    - 4e étape

  - Trophée MP Filtri
  - Giro del Medio Brenta
  - 2e du Trofeo Comune di Monte Urano
  - 3e du Tour des Apennins

## Résultats sur les grands tours

### Tour d'Italie
3 participations
- 2020 : 74e
- 2021 : 71e
- 2022 : 91e

## Classements mondiaux
| Année                                 | 2015 | 2016 | 2017  | 2018 | 2019 | 2020 | 2021 | 2022  |
| ------------------------------------- | ---- | ---- | ----- | ---- | ---- | ---- | ---- | ----- |
| Classement mondial                    |      | 924e | 2863e | 636e | 556e | 531e | 762e | 2217e |
| UCI Europe Tour                       | 975e | 604e | 1863e | 383e | 421e | 433e | 601e | 1395e |
|                                       |      |      |       |      |      |      |      |       |
| Légende : nc = non classéSource : UCI |      |      |       |      |      |      |      |       |